# کوئادیو-ایو دبیلا
کوئادیو-ایو دبیلا (زاده ۱ ژانویه ۱۹۹۷) فوتبالیست اهل ساحل‌عاج است که به عنوان مدافع باشگاه بلژیکی اکسل موسکرون بازی می‌کند.
از باشگاه‌هایی که در آن بازی کرده‌است می‌توان به باشگاه فوتبال لیل اشاره کرد.
وی همچنین در تیم‌ ملی فوتبال تیم ملی زیر ۲۳ سال ساحل عاج بازی کرده‌است.

## حرفه باشگاهی

### موناکو
دابلیا اولین بازی حرفه‌ای خود را در ۲۶ آوریل ۲۰۱۷ در برابر پاریس سن ژرمن با خارج کردن آند راجی از بازی در دقیقه ۶۰ انجام داد که در نهایت با باخت ۵-۰ موناکو همراه بود.

### لیل
در تابستان ۲۰۱۷ او در اولین قرارداد حرفه‌ای خود به لیل پیوست.

### سرکل بروژ
در ۱۵ جولای ۲۰۱۹، لیل دابلیا را به سرکل بروژ در لیگ اول بلژیک برای فصل ۲۰ - ۲۰۱۹ قرض داد.

### موسکرون
دابلیا برای موسکرون در یک قرض دراز مدت در اوت ۲۰۲۰ به امضا رسید.

## حرفه ملی
دابلیا در مارس ۲۰۱۸ به تیم امید ساحل‌عاج دعوت شد تا در مارس ۲۰۱۸ بازی ای دوستانه‌ای با توگو داشته باشد. او در مارس ۲۰۱۹ در یک تورنمنت مسابقات مقدماتی جام  ملت های آفریقا زیر ۲۳ سال در ماه مارس ۲۰۱۹ آغاز به کار کرد.

## افتخارات

### ساحل‌عاج زیر ۲۳ سال
- جام ملت های کشور های آفریقا: ۲۰۱۹

## آمار باشگاهی
| نام باشگاه | فصل      | لیگ  | لیگ | جام  | جام | جام لیگ | جام لیگ | اروپا | اروپا | دیگر | دیگر | مجموع | مجموع |
| نام باشگاه | فصل      | بازی | گل  | بازی | گل  | بازی    | گل      | بازی  | گل    | بازی | گل   | بازی  | گل    |
| ---------- | -------- | ---- | --- | ---- | --- | ------- | ------- | ----- | ----- | ---- | ---- | ----- | ----- |
| موناکو     | 2016–17  | 0    | 0   | 1    | 0   | 0       | 0       | 0     | 0     | 0    | 0    | 1     | 0     |
| لاسک لیل   | 2017–18  | 12   | 0   | 2    | 0   | 1       | 0       | —     | —     | 0    | 0    | 15    | 0     |
| مجموع کل   | مجموع کل | 12   | 0   | 3    | 0   | 1       | 0       | 0     | 0     | 0    | 0    | 16    | 0     |